# 伊豫稲荷神社
伊豫稲荷神社（いよいなりじんじゃ）とは愛媛県伊予市にある平安時代初期より祀られる神社である。主神を宇迦之霊大神とし、社格は県社。神紋は三つ火焔玉。
新四国曼荼羅霊場第49番札所。伊予七福神の恵比寿神も祀る。

## 祭神
- 宇迦能御魂大神（うかのみたまのおおかみ）
- 爾々芸命（ににぎのみこと）
- 伊邪那美命（いざなみのみこと）
- 菊理比売命（くくりひめのみこと）
- 大宮能売命（おおみやのめのみこと）

## 由緒
- 弘仁年間（810-823年）に伏見稲荷大社の御分霊を勧請。
- 寛永年間（1624-1643年）には、領主新谷藩および本家の大洲藩の祈願所となり、年初、大祭、祈雨祭等に代参を迎えていた。
- 正保4年（1647年）頃、神仏習合の谷上山宝珠院の末院12僧坊が参道に立ち並んでいたが、唯一神道を主張する星右京太夫によって社僧が追われ僧坊は廃された。
- 享保2年（1717年）、正一位の神階を受ける。
- 昭和8年（1933年）、県社に列する。

## 境内社
新田社
神門入って右側
海津見神社
本殿南側。
恵比須神社・庚申社
海津神社南側に相殿。祭神は恵比須。伊予七福神の1つ。
五臓社
- 祭神: 天八下魂命（あめのやくだりたまのみこと、脾神）、天三下魂命（あめのみくだりたまのみこと、腎神）、天合魂命（あめのあいだまのみこと、心神）、天八百日魂命（あめのやおびのみこと、肝神）、天八十萬魂命（あめのやそよろずのみこと、肺神）。

恵比須神社東側。
久美社・命婦社
五臓社東側に併設。参道には赤鳥居と幟が並ぶ。明治11年（1878年）2月に奉納された狐の尾（宝物館に収納）を祀る。祠の創祀は昭和37年（1962年）晩秋。久美社の名は久しく美しい社と字を当てて名付けたもの。
田中社・四大社
本殿北側に相殿

## 年中行事
| 日付            | 祭祀             |
| --------------- | ---------------- |
| 2月17日         | 祈年祭           |
| 旧暦2月初午の日 | 初午祭           |
| 7月20日         | 土用干祭（輪越） |
| 10月14日        | 例大祭           |
| 10月15日        | 神幸祭           |
| 11月23日        | 新穀感謝祭       |

## 文化財
県指定文化財
- 建造物　楼門（付属棟札）、1662年建造[1]

市指定文化財
- 絵画　山姥金時の絵
- 工芸品　錦手大形神酒徳利一対
- 工芸品　十錦神酒徳利一対
- 工芸品　弓具及び新谷藩旗
- 古文書　知行安堵状

市指定天然記念物
- 藤棚

## その他
- 境内には、年に一度だけ大雨の日に小石を産むといわれる亀石や、子供が泣く音がするといわれる夜泣き石がある。
- 現在の社殿は1989年に再建された。[2]

## アクセス
- JR予讃線伊予市駅および隣接する伊予鉄道郡中線郡中港駅から約2キロメートル。
- 1月1日から1月3日の間は、伊予鉄バスが松山市駅と郡中港駅から神社まで初詣臨時バスを運行する。

## 周辺施設
- 国道56号
- 伊予インターチェンジ

## 前後の札所
新四国曼荼羅霊場
48番 稱名寺 --- 49番 伊豫稲荷神社 --- 50番 高昌寺